# Stowarzyszenie Ludu Polskiego
Stowarzyszenie Ludu Polskiego – założone w 11 lutego 1835, powstało z inicjatywy Szymona Konarskiego, Leona Zaleskiego i Alfreda Zaleskiego.

## Historia
W skład stowarzyszenia weszło TPL oraz węglarstwo galicyjskie. Władzę naczelną stanowił Zbór Główny w Krakowie (następnie we Lwowie), dzieliło się ono z kolei na zbory ziemskie: Królestwo Kongresowe, Galicja, Wielkie Księstwo Poznańskie i ziemie zaboru rosyjskiego (Litwa, Wołyń, Podole i Ukraina).
W Zborze Głównym zasiedli Lesław Łukaszewicz, Henryk Bogusz, Teofil Januszewicz, Adolf Zaleski, Ludwik Miłkowski i Romuald Frank. W SLP utworzono specjalny Wydział Chłopów pod kierownictwem ppłk. Franciszka Bobińskiego.
Nieoficjalnym organem prasowym był redagowany przez Leona Zienkowicza Powszechny Pamiętnik Nauk i Umiejętności.
Celem SLP było wywalczenie wolnej, republikańskiej Polski, żądano likwidacji przywilejów klasowych, praw obywatelskich dla obywateli, zniesienia ograniczeń dotyczących chłopów. Odrodzona Polska miała stać się częścią wolnych i solidarnych narodów Europy oraz członkiem wolnej federacji Słowiańszczyzny.
Władzę stanowił Zbór Główny, działający w Krakowie. Podlegały mu “zbory ziemskie” (Wolnego miasta Krakowa, Galicji, zaboru pruskiego, Królestwa Polskiego, Litwy i Ukrainy). Im z kolei podlegały “zbory obwodowe”, a tym “gminy” z “sołtysami” na czele. Osobne gminy działały na uniwersytetach i w seminariach duchownych.
W łonie SLP rywalizowały ze sobą frakcje - radykałów (ich trzon tworzyła młodzież krakowska z Łukaszewiczem, Gudrajczykiem, Zienkowiczem), skłonnych do natychmiastowego wywołania powstania i umiarkowanych (przeważali we Lwowie, m.in. Franciszek Smolka), zwolenników działania długofalowego i mozolnej akcji oświatowej. Po przeniesieniu Zboru Głównego do Lwowa (w 1836, po zajęciu Krakowa przez wojska zaborcze po zabójstwie carskiego agenta Behrensa) przewagę w kierownictwie zdobyli umiarkowani działacze, a bardziej lewicowych działaczy odsunięto od kierownictwa. Spowodowało to rozłam – 10 czerwca 1837 w Pawlikowicach odsunięci działacze powołali Konfederację Powszechną Narodu Polskiego.
Działacze KPNP opanowali część niższych ogniw SLP, co spowodowało skupienie się na walce ideologicznej obu organizacji.

## Literatura
- Stanisław Grodziski - “W Królestwie Galicji i Lodomerii”, Kraków 1976